# Manuel Rodríguez Sangiao
Manuel Rodríguez Sangiao (Cuntis, Pontevedra, España; 1901 - Silleda; 1936) fue un político español. Se desempeñó como Alcalde de Cuntis en 1936, hasta su asesinato el 16 de septiembre de dicho año. 

## Reseña biográfica
Casado con Dolores Carballo, tuvieron cinco hijos: Manuel, Josefina, Antonio José, Raúl y Elena. Participó en las obras de construcción del Capitolio Nacional de La Habana, Cuba, entre 1926 y 1929. 

## Homenajes
La revista A Taboada, aprovechando que 2006 fue declarado por la Junta de Galicia como el Año da Memoria, dedicó en su edición número 11, un homenaje al alcalde Rodríguez Sangiao a través de un artículo de Marcos Seixo sobre el asesinato del político en 1936 y un artículo de Alfonso Magariños sobre la administración municipal en Cuntis entre 1936 y 1953, comenzando con la gestión de gobierno del alcalde Rodríguez Sangiao.
El 31 de octubre de 2015, el Ayuntamiento de Cuntis celebró un pleno simbólico para "homenajear y restituir a la última corporación republicana", cerrando con este acto el Mes de la Recuperación de la Memoria Histórica en esta villa gallega.